# ويكا غاردنيرية

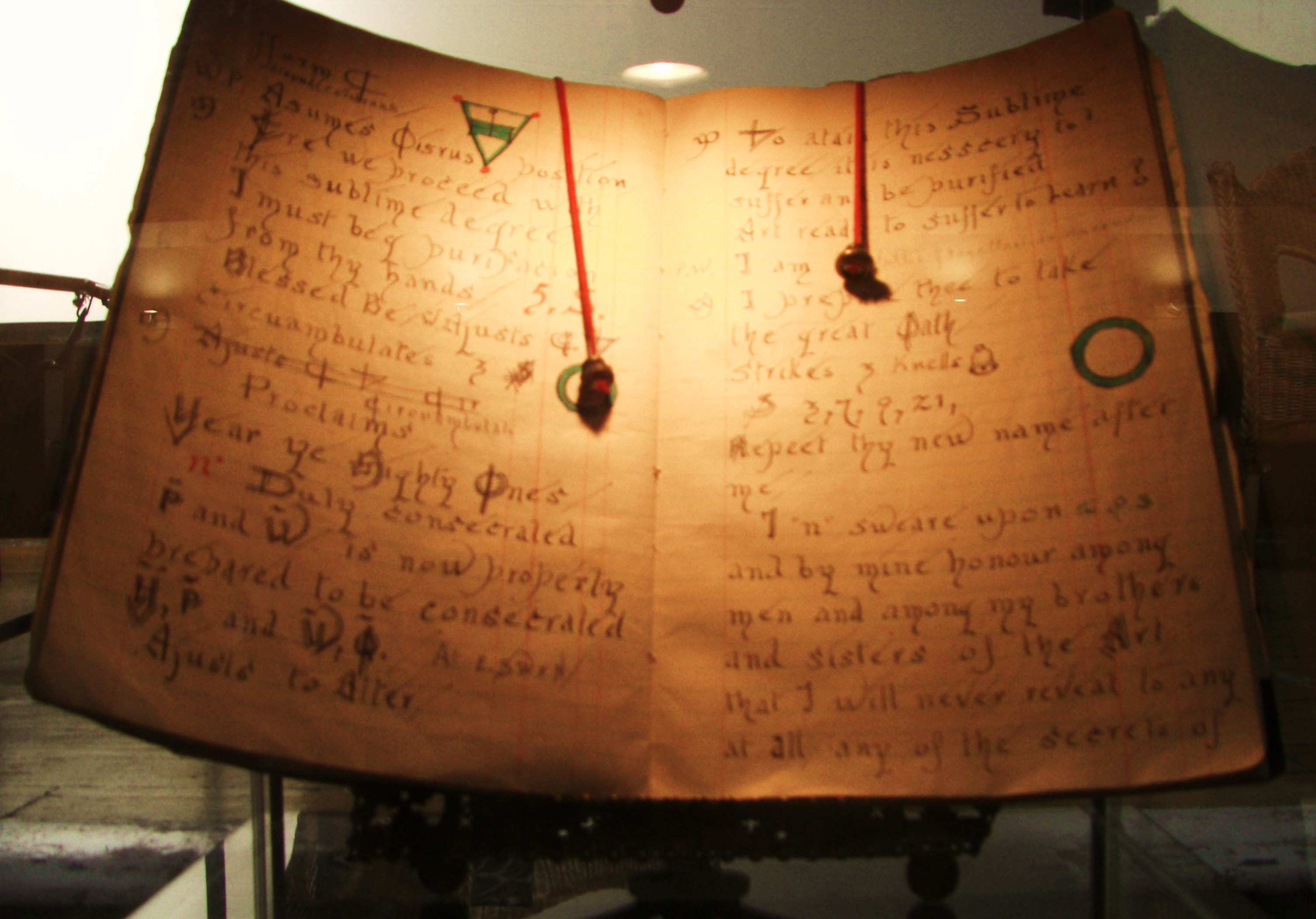

الويكا الغاردنيرية (تنطق گاردنيرية) هي تقليد من ديانة الويكا. هذا التقليد مسمى على جيرلد غاردنر (1884-1964). بعد التقاعد، غاردنر ذهب إلى مدينة كريستشرش في ساحل جنوب انكلترا، أين تعرف على مجموعة من الناس الذين حموا الطقوس التقليدية. انبهر غاردنر وبدأ بتجديد ديانة الذي وصفها بالقديمة.
بعض الوثنيين-الجدد يعتبرون التقليد الغاردنيري كتقليد أصولي بين التقاليد الويكية، لأنه يتطلب ممارسة صارمة للطقوس الذي تحدث عنها غاردنر.